# Alfred (Dvořák)
Alfred là vở opera đầu tiên của nhà soạn nhạc người Séc Antonín Dvořák, lời được viết bởi Karl Theodor Korne và Friedrich von Flotow. Năm tác phẩm được sáng tác là 1870. Vở opera này nói về một con người trong lịch sử Anh, đó là Alferd Đại đế. Đây cũng là vở opera duy nhất của Dvořák được viết bằng tiếng Đức. Trong tác phẩm này, nhà soạn nhạc đã cho thấy rõ ông chịu ảnh hưởng từ nhà soạn nhạc người Đức Richard Wagner. Đó có lẽ là điều hiển nhiên trong giới nhà soạn nhạc trẻ nửa sau thế kỷ XIX.